# Cory Jefferson
Cory Allen Jefferson (ur. 26 grudnia 1990 w Tacoma) – amerykański koszykarz, występujący na pozycji silnego skrzydłowego.
16 września 2015 podpisał umowę z klubem Phoenix Suns. Został zwolniony 7 stycznia 2016 roku. Następnie Suns podpisali z nim 10-dniowy kontrakt 21 stycznia. 1 lutego 2016 roku związał się z zespołem Bakersfield Jam.
16 lipca 2017 podpisał umowę z włoskim EA7 Emporio Armani Mediolan.
22 lutego 2019 dołączył do hiszpańskiego Herbalife Gran Canaria. 8 kwietnia opuści klub.

## Osiągnięcia
Stan na 16 listopada 2018, na podstawie, o ile nie zaznaczono inaczej.
NCAA
- Mistrz turnieju NIT (2013)
- Zaliczony do:
  - I składu turnieju:
    - National Invitation Tournament (2013)
    - Charleston Classic (2013)
    - Maui Invitational (2014)

  - III składu Big 12 (2014)
  - All-Big 12 Honorable Mention (2013)
- Finalista konkursu wsadów NCAA (2014)

Drużynowe
- Zdobywca superpucharu Włoch (2017)

Indywidualne
- Uczestnik meczu gwiazd D-League (2017)[10]

Reprezentacja
- Uczestnik uniwersjady (2013 – 9. miejsce)